# ATI Avivo HD
ATI Avivo HD je technologie vyvíjená firmou AMD kvůli snížení nároků na CPU během přehrávání videa a zlepšení kvality videa díky využití GPU. 3 základní činnost dekódování, kódování, akceleraci a postprocessing (dodatečná úprava kvality obrazu/videa) začaly být zpracovávány pomocí GPU místo CPU. Akcelerace umožnila, aby i na slabých CPU šla přehrávat videa s vyšší kvalitou obrazu (náročností na výpočetní výkon), díky tomu se CPU může věnovat jiným procesům/úlohám a taky za určitých okolností může dojít k snížení spotřeby. Jeden z důvodů vzniku této technologie bylo zvýšení konkurenceschopnosti proti firmě NVIDIA, VIA a další, díky možnosti ovlivnit kvalitu obrazu.
První GPU s podporou této technologie bylo ATI Radeon R520 (řada X1000), dnes už se s tím setkáme na grafických kartách Radeon HD.
Na rozdíl od NVIDIA PureVideo HD nenabízí ATI Avivo žádný dekódovací software jako je PureVideo Decoder (MPEG-2 dekodér).

## Historie
Od začátku roku 2000 začala válka na poli GPU mezi ATI a NVIDIA. Už nešlo jenom o to dosáhnout co nejvyššího výkonu, ale také se začaly řešit otázky kvality zpracování videa na PC/NB. Obě firmy se soustředí na dva důležité parametry anti-aliasing a anizotropní filtrování. Obě společnosti na základě zlepšování technologií na zpracování videa uváděly své technologie. Produkt společnosti ATI se jmenuje Avivo a NVIDIA uvedla podobné hardwarově akcelerační řešení NVIDIA PureVideo Dekoder.
V červenci 2007 byla u řady HD 2400 a HD 2600 oznámena podpora novější verze ATI Avivo HD, na toto NVIDIA odpověděla taky novější verzí PureVideo HD.
- Původní název je ATI Avivo, po odkoupení firmy ATI firmou AMD došlo časem na změnu názvu na ATI Avivo HD.

## Popis funkce

### ATI Avivo
Během přehrávání videa se pomocí GPU upravuje automaticky (v základním nastavení) jas a kontrast zdroje. Avivo podporuje 12bitovou transformaci ke snížení ztráty kvality během převádění videa.
Avivo je společností ATI označováno za „novou technologickou platformu pro PC, přinášející perfektní video a obrazovou kvalitu“. AVIVO má na starosti části postupu zpracování video signálu, které měl doteď na starosti CPU, tedy i dekódování přehrávaného signálu. V generaci opatřené technologií Avivo může CPU odpočívat opět v rozšířené množině video formátů. Při dekódování GPU jádro podporuje hardwarové dekódování H.264, VC-1, WMV9 a MPEG-2 videa na nižší využití CPU (je třeba poznamenat, že Bitstream zpracování / entropie dekódování stále vyžaduje procesor pro zpracování). ATI Avivo podporuje adaptivní vektorový aliasing v obrazech rastru tzv.jaggies a prostorový / temporal dithering, což umožňuje 10bitovou barevnou kvalitu na 8bit a 6bit zobrazení během procesní fáze.

### ATI Avivo HD
Nástupcem ATI Avivo je ATI Avivo HD, která je složena z několika částí, integrovaný 5.1 prostorový zvuk HDMI audio controller, duální integrovaný HDCP šifrovací klíč pro každý DVI port (pro snížení nákladů na licenci), čip pro VIVO schopnosti, se Xilleon čip pro TV overscan a underscan opravou, čip stejně jako původně předložena ATI Avivo Video Converter.
Nicméně většina z důležitých hardwarově dekódovaných funkcí ATI Avivo HD, které jsou doprovázeny Unified Video Decoder (UVD) a Advanced Video procesorem (AVP), který podporuje hardwarové dekódování H.264 / AVC a VC-1, video (a zahrnuté Bitstream zpracování / entropie dekódování, který nebyl přítomen v poslední generaci ATI Avivo). Zatímco v případě MPEG-1, MPEG-2 a MPEG-4 / DivX videa, iDCT (inverzní diskrétní kosinus transformací) bude prováděno technologií Avivo HD .
AVP se načte video z paměti, obraz je zpracován, jsou provedeny barevné korekce a je zapsán zpět do paměti. AVP rovněž používá 12bit převodník na snížení ztrát při konverzi dat, stejně jako předchozí generace ATI Avivo.
Zvuk i obraz jsou přenášeny moderním HDMI výstupem dnes používaným a podporovaným u většiny moderních obrazových zařízení. HDMI má agregovánu šířku pásma 4,95 Gbit / s rozlišením nanejvýš 165 Megapixel / s-video v 1080p (nebo UXGA) v 60 snímku / s, společně s 8 až 96 kHz kanálem pro 24bit digitální audio.
V Radeon HD 2900 série postrádají UVD funkci, která je dodána až kartám mající na etiketě ATI Avivo HD .

### ATI Avivo Video Converter
ATI také vydala Transcoder software přezdívaný „ATI Avivo Video Converter“, který podporuje převod mezi H.264, VC-1, WMV 9, WMV9 PMC, MPEG-2, MPEG-4, DivX video formáty, stejně jako formáty používané v iPod a PSP. Dřívější verze tohoto softwaru používá pouze procesor pro převod, ale byla uzamčena pro výhradní použití s ATI X1000 série z GPUs. Software úpravy umožnily použít verzi 1.12 z konvertoru na širší spektrum grafických adaptérů ATI Avivo Video Converter pro Windows Vista byl k dispozici s vydáním Catalyst 7.9 (září 2007 zpráva, verze 8.411).
ATI Avivo Video Converter s GPU akcelerovaným převodem je nyní k dispozici také pro použití s HD 4800 a HD 4600 řad grafických karet a je zahrnuta v ovladačích Catalyst 8.12 (ačkoli GPU hardwarové akcelerace nefunguje pod Vista x64, je možné použít nejnovější ovladače Catalyst správy prostřednictvím verze 9.3). Nový software je rychlejší než Badaboom, který využívá NVIDIA to Cuda k urychlení dekódování a má vyšší využití CPU než Badaboom; i nezávislé recenze ukazují, že aktuální výstupní kvalita ATI Avivo je výrazně horší.

## Dostupný Software
- ArcSoft TotalMedia Theatre
- Cyberlink PowerDVD
- Corel WinDVD
- Nero (computer software)
- Media Player Classic Home Cinema
- MediaPortal
- Microsoft Windows Vista internal MPEG-2 decoder
- Roxio CinePlayer
- The KMPlayer
- Splash player
- All linux players supporting Xv output (with ATI official drivers 9.1 or newer)

## Pojmy
- PureVideo – konkurenční technologie z NVIDIA pro použití s jejich grafické čipy.
- Intel Clear Video
- DirectX Video Acceleration (DxVA) API u Microsoft Windows-provozní systém.
- Video Acceleration API (VA API) pro Linux / UNIX operační-systém.
- X-Video Bitstream Acceleration (XvBA) API for Linux / Unix-operační systém.
- X-Video Motion Odškodnění (XvMC) API for Linux / Unix-operační systém.